# Highway Code

Le Highway Code est un guide officiel britannique d'utilisation de la route pour la Grande-Bretagne. Pour l'Irlande du Nord, le Code for Northern Ireland existe, alors que la république d'Irlande, en tant que nation indépendante dispose de sa propre législation et de ses propres règles de la route. Il contient 306 règles numérotées et 9 annexes couvrant les piétons, les animaux, les cyclistes, les motocyclistes et les  conducteurs. En plus de ces règles et annexes, il contient des informations  sur la signalisation routière et la sécurité routière britanniques. Les annexes contiennent des informations sur la maintenance du véhicule, les exigences de permis, la documentation, les sanctions pénales et la sureté du véhicule.
À Malte, la réglementation routière est aussi connue avec le Highway Code. Le Highway Code de Malte est édité dans les deux langues officielles : le maltais et l'anglais. Il reprend les illustrations du Highway Code britannique avec l'autorisation de sa majesté. L'annexe 1 donne la liste des lois.

## Histoire
La première édition a été publiée le 14 avril 1931, au prix de un penny, en 2004 plus d'un million de copies du code moderne sont vendues chaque année.
Sa première publication intégrale date de  1934. Durant la rédaction de ce livre le département des Transports s'est également appuyé sur les avis de l'association de piétons (Living Streets (UK)).
La plus récente des éditions du Highway Code date de septembre 2007 et contenait de nouveaux avis tels que le risque de la conduite en fumant et autres informations pour apprenti-conducteur.
En 2020, le gouvernement britannique cherche à s'assurer que le Highway Code est complètement compatible avec l'Automated Lane Keeping System, notamment pour les règles 144, 261, 270, 286, 226, 236,258, 106, 107, 108, 109, 281, 227, 231, 233.

## Le livre
Certaines règles du Highway Code représentent diverses lois sur la circulation routière et doivent être suivies. D'autres sont des conseils qui ne sont pas obligatoires, mais prudents.
La loi dite Road Traffic Act 1988 dit du Highway Code qu'il na pas de valeur pénale, mais qu'il peut aider à déterminer les responsabilités :

« A failure on the part of a person to observe a provision of the Highway Code shall not of itself render that person liable to criminal proceedings of any kind but any such failure may in any proceedings (whether civil or criminal, and including proceedings for an offence under the Traffic Acts, the [1981 c. 14.] Public Passenger Vehicles Act 1981 or sections 18 to 23 of the [1985 c. 67.] Transport Act 1985) be relied upon by any party to the proceedings as tending to establish or negative any liability which is in question in those proceedings. »

Le Highway Code reflète la législation de l'Angleterre, de l'Écosse, et du pays de Galles ; la signalisation régionale telle que les panneaux de points kilométriques d'Angleterre ou la signalisation bilingue de l'Écosse et du pays de Galles ne sont pas couvertes par ce livre.